# Ecsenius namiyei
Blennie de Namiye
Espèce
Statut de conservation UICN

 LC  : Préoccupation mineure
Ecsenius namiyei, communément nommée Blennie de Namiyei, est une espèce de poissons marins de la famille des Blenniidae.
La Blennie de Namiyei est présente dans les eaux tropicales de l'océan Pacifique occidental, soit des Philippines aux îles Salomon.
Elle peut atteindre une taille de 11 cm de long.
La teinte de sa livrée est bleu sombre avec des variations d'intensité selon les individus, le pédoncule caudal et la nageoire caudale sont soit grisâtres ou jaunes.